# Björn Allansson
Björn Allansson, född 1986, är en svensk seglare, flerfaldig svensk mästare och tidigare världsetta i OS grenen finnjolle.
Tidigare seglade han för Allansson för Motala Segelsällskap, numera representerar han Göteborgs Kungliga Segelsällskap.
Allansson är utbildad civilekonom vid Handelshögskolan i Göteborg.

## Meriter
- 2006 - 2:a NM
- 2008 - 1:a SM
- 2008 - 6:a Världscupen i Weymouth
- 2009 - 3:a Europacupen i Cannes
- 2010 - 1:a SM
- 2010 - 7:a Världscupen i Kiel
- 2011 - 2:a NM
- 2012 - 1:a SM
- 2012 - 6:a Världscupen i Kiel
- 2012 - 2:a Europacupen i Cannes
- 2012 - 2:a Världscupen i Medemblick
- 2012 - 4:a Världscupen i Kiel
- 2012 - 4:a Sammanlagda Världscupen 2012
- 2013/2014 - 1:a Världscup Melbourne 2014
- 2013/2014 - 1:a Sammanlagda Världscupen 2014
- 2014 - 1:a SM
- 2016 - 1:a SM
- 2017 - 1:a SM
- 2018 - 1:a SM
- 2021 - 1:a SM